# IJsselham
IJsselham è una località e un'ex-municipalità dei Paesi Bassi situata nella provincia dell'Overijssel.
Fu creata il 1º gennaio 1973 attraverso l'unione delle ex-municipalità di Blankenham, Kuinre e Oldemarkt e parte di quelle di Blokzijl, Giethoorn e Steenwijkerwold.
Soppressa il 1º gennaio 2001, il suo territorio, assieme a quello della ex-municipalità di Brederwiede, è stato accorpato a quello della municipalità di Steenwijkerland.